# 愛をみつけた
愛をみつけた（あいをみつけた）はNHKのドラマ新銀河で1995年5月8日から6月8日まで放送されたテレビドラマ。大阪放送局が制作を担当した。

## 概要
原作は宮川大助・花子の「愛をみつけた 大助・花子のおやオヤ日記」。
放送ライブラリーでは第1回が公開。

## キャスト
宮川大助
演 - 辰巳琢郎
宮川花子
演 - 毬谷友子
その他
演 - 吉川十和子、佐川満男、栗塚旭、松本麻希、福岡香純

## スタッフ
- 脚本 - 重森孝子[1][2]
- 音楽 - 渡辺俊幸[1][2]
- 撮影 - 坂本宏規[2]
- 照明 - 松村豊[2]
- 美術 - 岡本忠士[1][2]
- 技術 - 松村敏雄[1][2]
- 音声 - 小林健一[2]
- 制作統括 - 八木雅次[1][2]
- 音響効果 - 西村康[1][2]、井上幸治[2]
- 演出 - 大森青児[1][2]、加藤拓[1]、宮崎純[1]
- 制作 - NHK

## 主題歌
- 愛をみつけた（さだまさし with 佐田玲子）